# Glaphyra congrua
Glaphyra congrua là một loài bọ cánh cứng trong họ Cerambycidae.